# Leapfrogging
Leapfrogging är ett begrepp som används inom ekonomi och företagande – ursprungligen inom industriell organisation och ekonomisk tillväxt. Den grundläggande utgångspunkten är att små, gradvisa innovationer gör att ett dominerande företag behåller ett försprång. Ibland kan dock radikala innovationer göra det möjligt för nya företag att hoppa förbi (leapfrog) det äldre, dominerande företaget. Fenomenet kan även gälla för hur länder (eller städer) utvecklas, där ett utvecklingsland kan hoppa över utvecklingssteg som industriländer fått ta. Därigenom kan landet komma ifatt snabbare, i synnerhet med avseende på ekonomisk tillväxt.
Leapfrogging kan syfta på ett miljö(teknik)mässigt utvecklingssprång som ett relativt underutvecklat land (eller företag) kan ta genom att ta till sig den bästa, mest miljövänliga tekniken utan att behöva gå över föregångsländernas (/företagens) långa utveckling av tidigare sämre teknik.